# Джеми Дуглас
«Джеми Дуглас» (англ. Jamie Douglas, также Lord Douglas, Child 204, Roud 87) — шотландская народная баллада, тесно связанная с народной песней «O Waly, Waly» (также Oh Waly, Waly, Gin Love Be Bonny и The Water Is Wide, в русском переводе — «Увы, увы!»). Впервые во фрагментарном виде была опубликована Дэвидом Хёрдом в 1776 году во втором издании Ancient and Modern Scottish Songs. Пять её вариантов, услышанных в устном исполнении, записал Джеймс Ритчи Кинлох, ещё шесть — Уильям Мазеруэлл. Фрэнсис Джеймс Чайлд в своём собрании приводит, включая эти, шестнадцать её версий, одну из которых полагает песней.
Некоторые исследователи полагают, что баллада более стара, чем O Waly, Waly. Другие, в том числе Бертран Харрис Бронсон, допускают, что заимствование могло идти и в обратном направлении, и что имела место попытка облечь содержимое старой песни в форму балладного повествования.
На русский язык «песенный» вариант баллады, присутствующий в сборнике Чайлда, под названием «Увы, увы!» перевёл Осип Борисович Румер.

## Сюжет
Во многих вариантах баллады содержатся причитания женщины, получившие широкое распространение в качестве народной песни «O Waly, Waly». Однако в балладных версиях, в отличие от песни, указаны имена действующих героев, и имеется сюжет. Леди (которая в разных вариантах является дочерью то лорда Мёррея, то графа Йорка, то эрла Мара) от первого лица изливает свою печаль, рассказывая, как она оказалась очернена перед своим мужем, лордом Джеймсом (Джеми) Дугласом. По словам некоего Блэквуда, та изменяла супругу с другим (в некоторых вариантах предполагаемый любовник носит имя Джеми Локхарт). Лорд верит обвинению, и его жена становится отвергаемой им. Её отец узнаёт об этом и присылает людей, чтобы вернуть свою дочь домой. В некоторых вариантах он предлагает ей выйти замуж за другого, но леди гневно отвергает предложение, храня верность своему любимому. В конце баллады она прощается с супругом, прося того заботиться о троих оставленных ею детях. В финале одного из вариантов тот вешает лжеца-обвинителся и приезжает с детьми к дому её отца.
Историческое событие, которое, как полагают, легло в основу баллады, имело место в XVII веке, когда в 1681 году Джеймс Дуглас, 2-й маркиз Дуглас, развёлся со своей супругой Барбарой Эрскин. Мотив девушки, сетующей об оставившем её любимом, распространён в фольклоре многих народов.
Роберт Бёрнс использовал мотив покинутой женщины из этой баллады в написанной им в 1793 году песне «Ты меня оставил, Джеми» (англ. Thou Hast Left Me Ever, Jamie), указав, что её следует петь на мотив Fee him, father, fee him.